# 14 segments

Un visualitzador de 14 segments.

El visualitzador de 14 segments són un tipus de visualitzador que permet mostrar els caràcters alfanumèrics, cosa més difícil en els visualitzadors de 7 segments Existeixen igualment visualitzador de 16 segments, que difereixen dels de 14 segments en què els segments superior i inferior s'han separat en dos, oferint així més amples possibilitats de visualització. Són sovint presents sobre els sistemes embarcats, els magnetoscopis, els autoràdios, els forns a microones i els lectors DVD.